# David Bierens de Haan
David Bierens de Haan (Amsterdam, 3 mei 1822 - Leiden, 12 augustus 1895) was een Nederlandse wiskundige.
Bierens de Haan studeerde in Amsterdam en Leiden. Van 1848 - 1853 was hij leraar wiskunde aan het Gymnasium van Deventer. In 1856 werd hij lid van de Koninklijke Nederlandse Akademie van Wetenschappen. Van 1863 tot zijn emeritaat in 1892 was hij hoogleraar aan de universiteit te Leiden. Bierens de Haan is met name bekend door zijn werk op het gebied van de integraalrekening.
Zijn bijdrage aan de historische bibliografie van de wiskundige wetenschap is groot. In 1882 was hij de eerste voorzitter van de redactiecommissie die van Christiaan Huygens de complete tiendelige uitgave van diens Oeuvres complètes zou uitgeven. Tevens gaf hij van Spinoza diens verhandelingen over de regenboog uit. Ook van Simon Stevin gaf Bierens de Haan enkele geschriften opnieuw uit.

## Werk

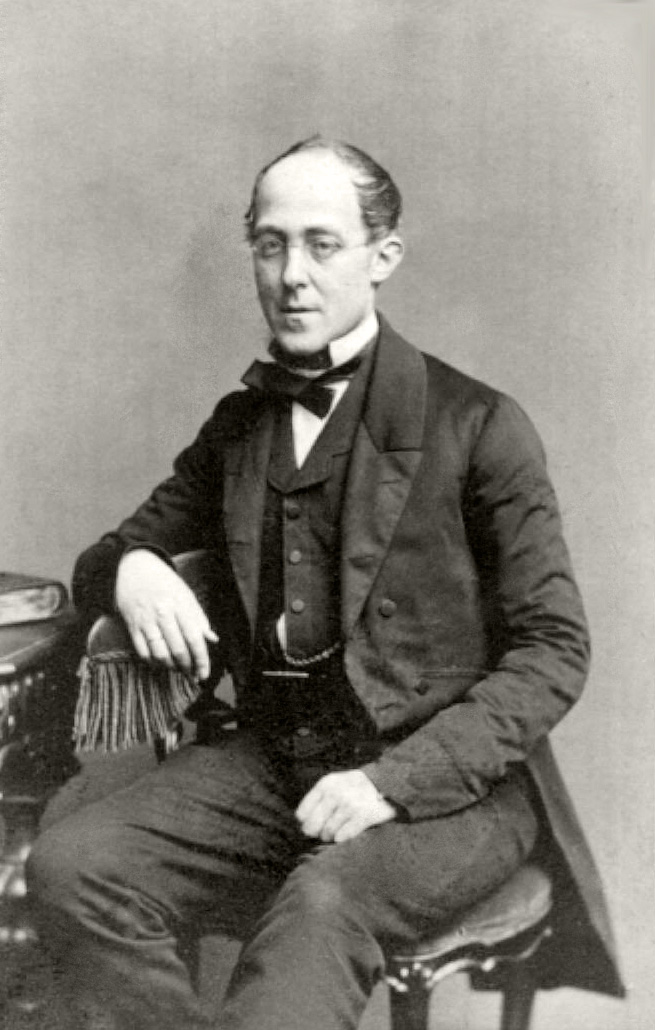
David Bierens de Haan

- Dissertatio Mathematica inauguralis de lemniscata Bernoulliana. Amsterdam 1847 (Online)
- De wiskunde als gedeelte van het onderwijs op gymnasiën. 1850
- Réduction des intégrales définies générales. Amsterdam 1857 (Online)
- Tables d'intégrales définies. Amsterdam 1858, Verhandelingen Koninklijke Akademie Wetenschappen, C. G. van der Post (Online)
- Gronden van de theorie der bepaalde integralen. 1858
- Over eenige gevallen bij de Theorie van onstadige (Discontinuë) functiën. Amsterdam 1858 (Online)
- Mémoire sur une méthode pour deduire quelques intégrales définies. 1860 (Online)
- Exposé de la théorie, des propriétés, des formules de transformation et des méthodes d'évaluation des intégrales définies. 1860, 1862
- Het industrieel onderwijs. 1861
- Supplément aux tables d'intégrales définies qui forment le tome IV des mémoires de l'académie. 1864 [1861] (Online)
- Vorderingen in de photographische afbeelding van hemelligchamen. 1862
- Over de magt van het zoogenaamd onbestaanbare in de wiskunde. Deventer 1863 (Online)
- Overzigt van de differentiaalrekening. Leiden 1865 (Online)
- G. J. Verdam. 1866 (Online)
- Nouvelles tables d'intégrales définies. Leiden 1867, P. Engels (Online)
- Het biljart. Leiden 1870 (Online)
- Feestviering ter eere van het vierhonderd-jarig bestaan der Ludwig ... . 1872 (Online)
- Notice sur Meindert Semeyns. 1873
- Notice sur des tables logarithmiques hollandaises. 1874
- Over het differentieeren van eenige elliptische integralen. 1878
- Levensschets van Carel Johannes Matthes. 1882
- Levensschets van Isaac Paul Delprat. 1882
- Een aanhangsel tot de tafels van onbepaalde integralen. 1883, 2. Bde.
- Bouwstoffen voor de geschiedenis der wis- en natuurkundige wetenschappen in de Nederlanden. 1878–1887, 2. Bde.
- Bibliographie néerlandaise historique-scientifique des ouvrages importants dont les auteurs sont nés aux 16e, 17e et 18e siècles, sur les sciences mathématiques et physiques avec leurs applications. 1883 (Online)
- Levensbericht van F.J. van den Berg, en lijst zijner geschriften. 1895

## Publicatie
- Kasper van Ommen (met een bijdr. van H.J.M. Bos): "Een onvermoeide arbeid komt alles te boven". De Bibliothecae mathematica, paedagogica en biographica van David Bierens de Haan. Universiteitsbibliotheek Leiden, 2003.

- Bibliothèque nationale de France: cb125535353 (data)
- Biografisch Portaal: 34524278
- Catàleg d'autoritats de noms i títols de Catalunya: 981058519500506706
- Digitale Bibliotheek voor de Nederlandse Letteren: bier009
- Gemeinsame Normdatei: 124982379
- International Standard Name Identifier: 0000 0000 8002 8206
- Library of Congress Control Number: n85801596
- Mathematics Genealogy Project: 38405
- Nationale Bibliotheek van Tsjechië: mub2011662545
- Nationale Bibliotheek van Israël: 987007278637105171
- Nederlandse Thesaurus van Auteursnamen: 069092656
- Istituto Centrale per il Catalogo Unico: RMSV027871
- LIBRIS: 178266
- SNAC: w62z5tkj
- Système universitaire de documentation: 11648926X
- Virtual International Authority File: 40149294399480522651
- WorldCat: E39PBJfWTrdQ6vJQtC7XkjXmVC